# Aegus payakumbuhensis
Aegus payakumbuhensis là một loài bọ cánh cứng trong họ Lucanidae. Loài này được Nagai mô tả khoa học năm 1994.